# Cartel taurino

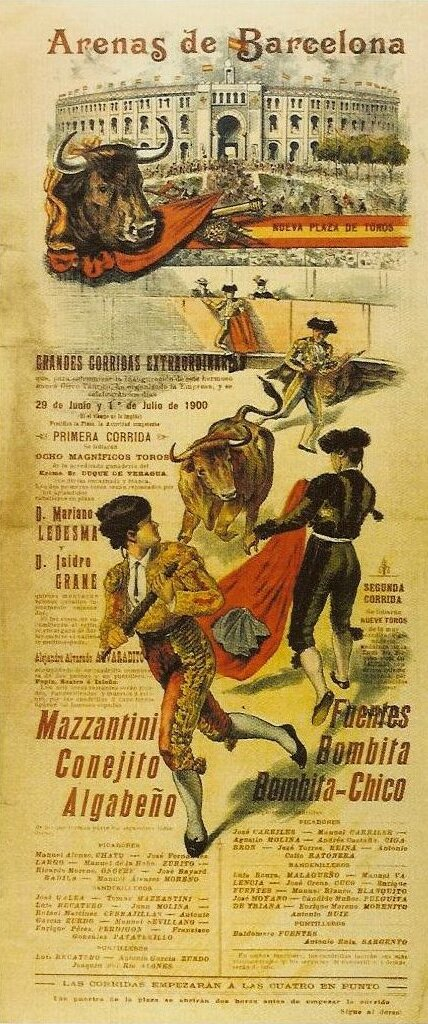
Cartel de inauguración de la Plaza de Toros de Las Arenas de Barcelona, España, junio de 1900.

El cartel taurino es el aviso que se utiliza para anunciar las corridas de toros. 
Los carteles taurinos son interesantes desde varias perspectivas: gráfica, artística e histórica. En su dimensión gráfica permite apreciar la evolución del mayor instrumento de propaganda de la fiesta de los toros, la evolución de costumbres (horarios, orden de la lidia, etc.), sus preceptos y el gusto cambiante de la afición (el protagonismo de los picadores o del toreo a pie). En su dimensión artística, permite observar el influjo de las distintas corrientes artísticas (neoclasicismo, romanticismo, vanguardias...) en este soporte, así como su valor estético intrínseco o bien la obra de artistas gráficos relevantes. Por último, su dimensión histórica permite guardar recuerdo de corridas famosas en las que se produjese algún evento muy relevante, como la alternativa o la muerte de un torero. 

## Historia
El primer cartel de toros del que se tiene noticia es para anunciar un festejo en Madrid los días 19 y 30 de septiembre de 1737 en la plaza del Soto de Luzón. Estos primeros carteles de imprenta, estéticamente muy rudimentarios, se limitaban a anunciar con variada tipografía de la fecha y lugar de las corridas, los participantes y los dueños de los toros. Poco a poco los carteles fueron reemplazando al tradicional pregón callejero, con el que se anunciaba por las calles desde tiempos antiguos la celebración de la corrida y se informaba a los espectadores de las normas en la misma plaza, una vez despejada. Al igual que el pregón, el cartel de imprenta fue incluyendo no solo a los participantes y las características del festejo sino que daban cuenta de forma cada vez más prolija de preceptos y advertencias –como la prohibición de arrojar al ruedo cáscaras de naranja, piedras, palos o animales muertos–, por lo que constituyeron también el primer rudimento de reglamento taurino. Durante el siglo XVIII y la primera mitad del siglo XIX dominaba el gusto neoclásico y el estilo imperio, a menudo con orlas y tipografías variadas cada vez más elaboradas. 

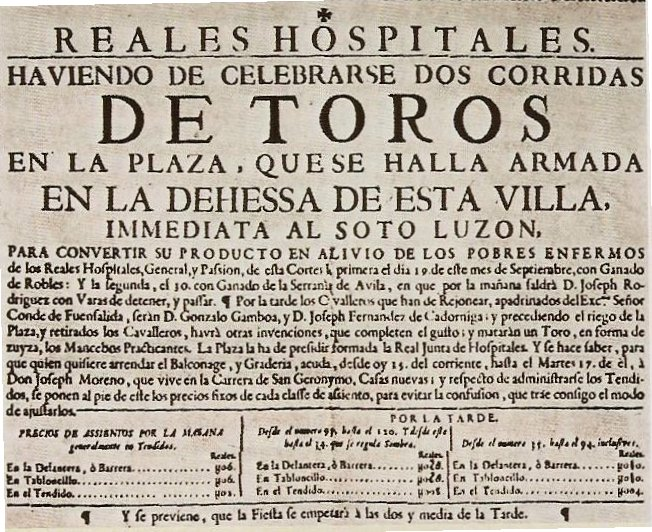
El cartel taurino más antiguo que se conoce (Madrid, septiembre de 1737).

Aunque las mayores innovaciones tipográficas y artísticas se fueron produciendo en los carteles de la plaza de la Maestranza de Sevilla, y en algunas otras, los historiadores consideran que son solo los carteles de las plazas de Madrid los que permiten observar una evolución coherente en el estilo. Hasta 1840, los carteles se encabezaban con un formulismo en el que la autoridad –en Madrid el rey o la reina– disponen la celebración de la corrida. En una corrida celebrada en Madrid de 1840 se suprime definitivamente la tradicional mención real y se celebra en honor del «glorioso pronunciamiento de esta capital en favor de la Constitución de 1837 y las Libertades patrias», ilustrando el triunfo de las ideas liberales. La desaparición del encabezamiento real dio más libertad creativa al diseño y se abrió a las primeras viñetas y dibujos, ya ensayados en plazas de fuera de Madrid donde podían experimentar con nuevos diseños, y que influyeron de forma decisiva en el futuro diseño artístico de los carteles. Se aprecia ya en los carteles la influencia romántica de la época, con su gusto por lo medieval, en la imitación de letras góticas, orlas de ojivas y motivos arquitectónicos góticos. Algunos carteles incluso, destinados a los lugares más llamativos, se coloreaban a mano. Empiezan a aparecer los primeros dibujos con los retratos de las principales figuras del toreo, como Lagartijo, Cara-Ancha y Mazzantini. También empiezan a intervenir en el diseño de carteles taurinos, especialmente los destinados a corridas benéficas, artistas de prestigio, como Sorolla o Benlliure. Ya en el siglo XX, artistas de renombre como Pablo Picasso, Calderón Jácome o Rafael Alberti o, en la actualidad, Miquel Barceló, han elaborado composiciones para los carteles taurinos.